# Alan Paris
Alan Paris (Slough, 15 d'agost de 1964) és un exjugador de futbol anglès, que jugava com a defensa i va disputar més de 250 partits oficials.
Paris va jugar a l'Slough Town, al Watford, al Peterborough United, al Leicester City i al Notts County.